# 莱布拉德
莱布拉德是德国石勒苏益格－荷尔斯泰因州的一个市镇。总面积18.59平方公里，总人口579人，其中男性286人，女性293人（2011年12月31日），人口密度31人/平方公里。